# Nybyggerne
Nybyggerne er en svensk dramafilm fra 1972 instrueret af Jan Troell. Filmen, som er baseret på Vilhelm Mobergs romanserie, efterfulgte Udvandrene fra 1971.

## Handling
Ægteparret Karl-Oskar og Kristina når i 1850'erne frem til Minnesota i Amerika. Her bygger han et hus, hvor deres børn skal have en dejlig opvækst, men børnene, der bliver flere og flere, må alle slide hårdt. Samtidig er de plaget af bidende kulde, krigeriske indianere og borgerkrig.

## Medvirkende
- Max von Sydow som Karl-Oskar
- Liv Ullmann som Kristina
- Eddie Axberg som Robert
- Pierre Lindstedt som Arvid
- Allan Edwall som Danjel
- Monica Zetterlund som Ulrika
- Hans Alfredson som Jonas Petter
- Agneta Prytz som Fina-Kajsa
- Halvar Björk som Anders Månsson
- Tom Fouts som Jackson
- Per Oscarsson som Törner
- Oscar Ljung som Petrus